# Détour mortel 4
Série Détour mortel
Détour mortel 3
(2009) Détour mortel 5
(2012)
Pour plus de détails, voir Fiche technique et Distribution.
Détour mortel 4 : Origines Sanglantes  ou Sortie fatale 4 au Québec (Wrong Turn 4: Bloody Beginnings) est un film d'horreur américain réalisé par Declan O'Brien, sorti directement en vidéo en 2011. 
Le film est un préquelle des précédents films de la série de films Détour mortel.

## Synopsis
En 1974, des cannibales sont enfermés dans un hôpital psychiatrique très similaire à une prison. Ils réussissent à s’évader et tuent tout le personnel avec l'aide des autres résidents qu'ils ont libérés pendant la mutinerie meurtrière.
Une trentaine d'années plus tard, un groupe d’étudiants, Kenia (Jennifer Pudavick), Sara (Tenika Davis), Bridget (Kaitlyn Wong), Lauren (Ali Tataryn), Jenna (Terra Vnesa), Claire (Samantha Kendrick), Kyle (Victor Zinck), Vincent (Sean Skene) et Daniel (Dean Armstrong) décide de se rendre dans un chalet situé en pleine forêt. Ils se perdent dans la forêt et se réfugient dans l’hôpital psychiatrique abandonné depuis longtemps.
Ils sont coincés par la tempête et décident alors d'y passer la nuit et commencent à l'explorer. Ce qu’ils ne savent pas, c’est que les trois cannibales vivent toujours à l’intérieur de l’hôpital. Vincent qui souffre d’insomnie décide d’explorer l'endroit et trouve le corps de son ami Poter qui n’a pas réussi à atteindre le chalet. Tout de suite, Vincent se fait tuer par l’un des cannibales.  Le lendemain matin, tout le monde se rend compte qu’ils sont encore coincés par la tempête et que Vincent a disparu. Le groupe se divise en deux et se lance à la recherche de Vincent. Jenna a été surprise de voir les trois cannibales en train de découper le corps de Poter. Elle retourne pour avertir ses camarades et les rencontre dans l’auditorium. Les trois cannibales les attaquent et tuent Claire. Kenia, Sara, Bridget, Lauren, Jenna, Kyle et Daniel sortent à l’extérieur et essayent de s’échapper avec leurs motoneiges mais il s’avère que les cannibales ont enlevé leurs bougies.  Lauren décide d’aller chercher de l’aide en skiant et les six autres retournent à l’intérieur.
Kenia, Bridget, Sara, Jenna, Kyle et Daniel se barricadent dans un bureau et retrouvent les dossiers médicaux des trois cannibales. Sara, Daniel et Kyle partent à la recherche d'armes mais à leur retour Daniel a été capturé. Les cannibales coupent des tranches de son corps et les mangent. Les étudiants organisent un plan pour sauver Daniel et attraper les cannibales, ils réussissent à les enfermer dans une cellule. Kyle décide de les brûler vifs mais Kenia refuse. Sara, Bridget, Kenia et Jenna cherchent les bougies de leurs motoneiges. Comme au début du film, les cannibales s’échappent et attrapent Kyle.
Kenia découvre que les cannibales ont réussi à s’échapper et Kyle a disparu. Les quatre filles décident de s’enfermer dans une chambre pour la nuit. L’un des cannibales apparaît portant un sac sur sa tête. Elles le poignardent jusqu’à la mort mais il s’avère qu’il s’agit de Kyle qui ne pouvait pas parler car on lui a coupé la langue. Les cannibales les attaquent, elles se rendent au rez-de-chaussée et essayent de s’échapper à travers une fenêtre. Jenna ne réussit pas à s’échapper et est tuée avec une perceuse. Les trois s’enfuient mais sont suivies par les cannibales qui tuent Bridget. Le lendemain matin, il s’avère que Lauren est morte de froid à quelques mètres d'une route. Sara et Kenia assomment l’un des cannibales et récupèrent leur motoneige.  Elles s’enfuient mais sont décapitées par un fil barbelé. Trois-Doigts revient ensuite chercher les deux têtes et s'en va avec dans sa camionnette marquant ainsi la fin du film.

## Fiche technique
Source : Informations sur le film
- Titre original : Wrong Turn 4: Bloody Beginnings
- Titre français : Détour mortel 4 : Origines Sanglantes
- Titre suisse : Détour mortel : Débuts sanglants[2]
- Titre québécois : Sortie fatale 4
- Réalisation : Declan O'Brien
- Scénario : Declan O'Brien
- Direction artistique :
- Production : Erik Feig et Robert Kulzer
- Sociétés de production : Summit Entertainment, Constantin Film
- Format d'image : Couleur - 1,78 : 1 - Son Dolby Digital
- Pays d'origine :  États-Unis,  Allemagne,  Canada
- Langue originale : Anglais
- Genre : Horreur, thriller
- Durée : 94 minutes
- Dates de sortie :
  -  États-Unis : 25 octobre 2011 (en DVD et Blu-ray)
  -  France : 16 octobre 2012 (en DVD)
- Interdit aux moins de 16 ans

## Distribution
- Jennifer Pudavick (VF : Laëtitia Lefebvre ; VQ : Catherine Bonneau) : Kenia Perrin
- Tenika Davis (VF : Victoria Grosbois ; VQ : Camille Cyr-Desmarais) : Sara
- Kaitlyn Wong (VF : Anouck Hautbois ; VQ : Véronique Marchand) : Bridget
- Terra Vnesa (VF : Olivia Nicosia ; VQ : Kim Jalabert) : Jenna
- Victor Zinck Jr. (VF : Thibaut Belfodil ; VQ : Daniel Roy) : Kyle
- Sean Skene (VF : Charles Germain ; VQ : Kevin Houle) : Vincent et Trois-Doigts
- Dean Armstrong (en) (VF : Vincent de Bouard ; VQ : Nicolas Charbonneaux-Collombet) : Daniel
- Ali Tataryn (VF : Caroline Lallau ; VQ : Ariane-Li Simard-Côté) : Lauren
- Samantha Kendrick (VF : Margaux Laplace ; VQ : Stéfanie Dolan) : Claire
- Arne McPherson (VF : Bernard Bollet ; VQ : François Trudel) : Dr Brendan Ryan
- Kristen Harris (VF : Naïké Fauveau) : Dr Ann Marie McQuaid
- Scott Johnson : Dents de scie
- Dan Skene : Un œil

Source et légende : Version française (VF) sur RS Doublage et Version québécoise (VQ) sur Doublage Québec.

## Production
Le tournage du film a débuté en début d'année 2011. Il a partiellement eu lieu à Brandon au Canada dans un ancien hôpital psychiatrique (coordonnées GPS : 49.869408, -99.935516).  

## Musiques du film
- Here We Comes Again par Cheetah Whores
- Wrong Turn par The Blackout City Kids
- Survive par The Blackout City Kids
- Blue Danube Waltz Op. 314 par Johann Strauss II
- I Ain't Got Job par Cheetah Whores